# Клоберданец, Максим Юрьевич
Максим Юрьевич Клоберданец (род. 14 января 2001, Москва) — российский хоккеист, вратарь клуба «Югра».

## Биография
Старший брат Дмитрия Клоберданца, также вратаря. Воспитанник воскресенского «Химика». С 2018 года — в мытищинском «Атланте». В 2019 году дебютировал в команде МХЛ «Атланты». В сезоне 2019/20 провёл за клуб, переименованный в МХК «Атлант», 16 матчей. Сезон 2020/21 провёл в МХК «Крылья Советов». Следующий сезон начал в команде КХЛ «Витязь» Подольск. До конца года сыграл в восьми матчах — только один раз провёл всю встречу (против «Куньлуня» дома 2:3 ОТ), дважды выходил только на серию буллитов («Адмиралу» уступил, у «Салавата Юлаева» выиграл). Следующие полтора сезона выступал в ВХЛ за фарм-клуб «Рязань» / «Рязань-ВДВ». Летом 2023 года был на просмотре в «Торосе». Ноябрь провёл в «Динамо» СПб, но на площадку не выходил. Перешёл в другой клуб ВХЛ — «Металлург» Новокузнецк, но и там не сыграл. В мае 2024 года сообщалось, что Клоберданец стал жертвой мошенников, переведя им 3 млн рублей. Летом перешёл в «Югру».